# Blanka Říhová
Blanka Říhová (nacida el 21 de octubre de 1942) es una inmunóloga checa. Su investigación se centra en el desarrollo de métodos de administración de fármacos dirigidos al cáncer. Fue directora del Instituto de Microbiología de la Academia de Ciencias Checa. En 2018, Říhová fue nombrada Presidenta de la Sociedad Científica de la República Checa.

## Primeros años de vida y educación
Říhová nació en Praga. Estudió ciencias en la Universidad Charles. Permaneció allí para sus estudios de posgrado y se unió a la Academia de Ciencias de Checoslovaquia en 1964. El 2 de diciembre de 1969 defendió su doctorado en el Instituto de Microbiología de la Academia de Ciencias de Checoslovaquia.

## Investigación y carrera
Pasó gran parte de su carrera en los Estados Unidos, donde trabajó en Seattle, Salt Lake City y la ciudad de Nueva York. Visitó la Universidad de Utah donde trabajó junto a Jindřich Kopeček. En 1994, Říhová fue nombrada profesora del Departamento de Fisiología y Biología del Desarrollo. Sus investigaciones han incluido la genética, la oncología, la toxicología y la bioquímica médica.
El primer tratamiento de quimioterapia se puso a disposición en 1958, y desde entonces se han considerado varios tipos diferentes. Aunque la quimioterapia puede suprimir el tamaño de los tumores, al no ser específica tiene varios efectos secundarios bien conocidos. Los compuestos citotóxicos utilizados en la quimioterapia son especialmente perjudiciales para las células que se dividen rápidamente, como las células ciliadas y las del sistema reproductor. Říhová ha trabajado en tratamientos de precisión contra el cáncer que pueden dirigirse a las células cancerosas pero sin desencadenar una tormenta de citoquinas. Esta forma de administración selectiva de fármacos utiliza un profármaco macromolecular basado en polímeros, al que se unen anticuerpos capaces de identificar células tumorales y fármacos citotóxicos contra el cáncer. Esto permite que el tratamiento ataque y destruya selectivamente las células cancerosas, utilizando el anticuerpo para marcar el tumor e induciendo selectivamente una respuesta inmunitaria. Al fomentar la respuesta inmunitaria dentro de las propias células tumorales, Říhová evita cualquiera de los efectos secundarios de la quimioterapia. Este tipo de tratamiento puede reducir el tiempo de hospitalización de los pacientes con cáncer. Cree que este tipo de tratamiento es el más adecuado para pacientes con cáncer de mama, cáncer de pulmón y cáncer colorrectal. En 2011 fue finalista del European Inventor Award.
Durante la pandemia de COVID-19, Říhová hizo comentarios de expertos sobre la respuesta del sistema inmunitario al SARS-CoV-2 Pidió que la gente se pusiera mascarillas para evitar la propagación de la enfermedad, ya que los portadores asintomáticos no saben que son vectores. A finales de abril, Říhová señaló que el levantamiento de la cuarentena estricta sólo debería producirse de forma gradual, y que durante ese tiempo debería haber un seguimiento y pruebas constantes.

### Servicio profesional
Říhová fue nombrada Directora de Investigación de la Academia de Ciencias de Checoslovaquia en 1990. De 1994 a 2000 fue presidenta de la Sociedad Inmunológica Checa, formó parte del Consejo Académico de la Academia de Ciencias de la República Checa y de 2004 a 2007 fue vicepresidenta de la Sociedad Científica de la República Checa. Desde 2007 ha sido directora del Departamento de Inmunología. En 2009 fue nombrada Embajadora Europea de la Creatividad y la Innovación. En 2018 fue elegida Presidenta de la Sociedad Científica de la República Checa. Es miembro del consejo científico de la Academia Checa de Ciencias.

## Premios y honores
- 1987 - Medalla Juan Evangelista Purkyně de la Academia de Ciencias de Checoslovaquia por los resultados obtenidos en biología[15]
- 1996 - Elegida miembro de la Sociedad Científica de la República Checa[1]
- 2005 – Premio Česká hlava a la invención de fármacos poliméricos con efectos citostáticos e inmunomoduladores[16]
- 2006 - Medalla de la Academia Rusa de Ciencias Naturales "Al Mérito en Salud Pública"
- 2012 – Čestná medaile De scientia et humanitate optime meritis
- 2013 – Medalla de la Sociedad Científica de la República Checa[17]
- 2017 - Competición TOP Mujeres de la República Checa[18]

## Publicaciones Seleccionadas
- Etrych, Tomáš; Jelı́nková, Markéta; Řı́hová, Blanka; Ulbrich, Karel (18 de mayo de 2001). «Nuevos copolímeros de HPMA que contienen doxorubicina unida mediante un enlace sensible al pH: síntesis y propiedades biológicas preliminares in vitro e in vivo». Journal of Controlled Release (en inglés) 73 (1): 89-102. PMID 11337062. doi:10.1016/S0168-3659(01)00281-4.[19]
- Ulbrich, K; Šubr, V; Strohalm, J; Plocová, D; Jelı́nková, M; Řı́hová, B (14 de febrero de 2000). «Fármacos poliméricos basados en conjugados de macromoléculas sintéticas y naturales». Journal of Controlled Release (en inglés) 64 (1–3): 63-79. PMID 10640646. doi:10.1016/S0168-3659(99)00141-8.[20]
- Rihova, B; Bilej, M; Vetvicka, V; Ulbrich, K; Strohalm, J; Kopecek, J; Duncan, R (1989). «Biocompatibilidad de copolímeros de N-(2-hidroxipropil) metacrilamida que contienen adriamicinaInmunogenicidad y efecto sobre las células madre hematopoyéticas de la médula ósea in vivo y sobre los esplenocitos de ratón y los linfocitos de sangre periférica humana in vitro». Biomaterials (en inglés) 10 (5): 335-342. PMID 2765631. doi:10.1016/0142-9612(89)90075-6.[21]